# Olivia Powrie
Olivia Elizabeth (Polly) Powrie (Auckland, 9 de dezembro de 1987) é uma velejadora neo-zelandesa.

## Carreira

### Londres 2012
Foi medalhista olímpica nos jogos de Londres 2012, com a medalha de ouro na classe 470 ao lado de Jo Aleh. Ela é campeã mundial em sua classe 470 e na 420 com Jo Aleh.

### Rio 2016
Ao lado de Jo Aleh novamente, não conseguiram segurar as britânicas Hannah Mills e Saskia Clark, que voltaram mais fortes no ciclo olímpico na classe Laser 470, e ficaram com a medalha de prata.